# 龙溪 (丰良河)
龙溪，位于中华人民共和国广东省丰顺县北部，是丰良河左岸支流，发源于丰顺砂田镇铜峰村，蜿蜒向南流经拐湖子、大龙华镇潭背、树林里、径门村、罗洋村、罗旗塘、黄金镇双灵村、公王坝、遍沙村等地，最后于黄金镇镇治以东汇入丰良河。河长40千米，流域面积144平方千米。中下游开发有号称“粤东第一漂”的“龙鲸河漂流”。